# Osmeterium

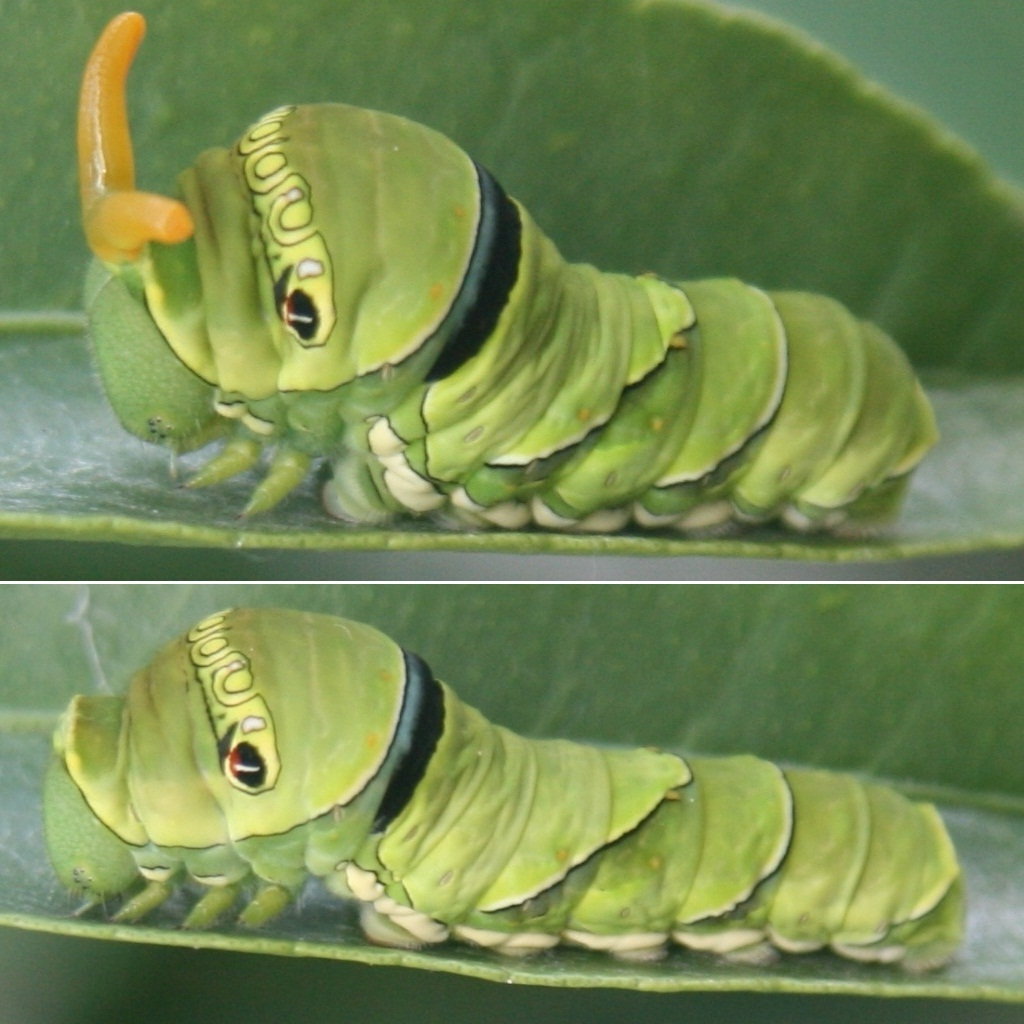
Rups van de vlindersoort Papilio xuthus. Boven: osmeterium uitgestulpt; onder: ingetrokken

Het osmeterium (van het Griekse osmè, stank), ook wel osmaterium genoemd, is een defensief orgaan bij de larven van soorten uit de vlinderfamilie der pages (Papilionidae). Het orgaan bevindt zich in de prothorax en kan buiten het lichaam worden gebracht als de larve zich bedreigd voelt. Buiten het lichaam ziet het orgaan eruit als een gespleten tong en kan, in combinatie met op ogen lijkende vlekken op zijn lichaam, gebruikt worden om kleine vogels en reptielen af te schrikken door zich voor te doen als de kop van een slang. De larve kan het uitgestoken osmeterium ook gebruiken om een sterke, vieze geur af te scheiden die mieren, spinnen en sprinkhanen kan verjagen.